# Capannori
Capannori ist eine italienische Gemeinde mit 46.402 Einwohnern (Stand 31. Dezember 2023) in der Provinz Lucca in der Toskana.

## Geographie
Die Gemeinde nimmt einen Großteil der lucchesischen Ebene östlich von Lucca zwischen dem Apennin und dem Monte Pisano ein. Sie besteht aus 41 Ortsteilen, die meist eigene Zentren haben. Die Gemeinde liegt in der klimatischen Einordnung italienischer Gemeinden in der Zone D, 1 691 GG.

### Fraktionen
Zu den Ortsteilen gehören Badia di Cantignano, Camigliano, Capannori (Hauptort), Carraia, Castelvecchio di Compito, Colle di Compito, Colognora di Compito, Coselli, Gragnano (372 m), Guamo, Lammari, Lappato, Lunata, Marlia (40 m), Massa Macinaia, Matraia (300 m), Paganico, Parezzana, Petrognano (331 m), Pieve di Compito, Pieve San Paolo, Ruota (350 m), San Colombano, San Gennaro (248 m), San Ginese di Compito, San Giusto di Compito, San Leonardo in Treponzio, San Martino in Colle, San Pietro a Marcigliano (292 m), Sant’Andrea di Compito, Sant’Andrea in Caprile (239 m), Santa Margherita, Segromigno in Monte, Segromigno in Piano, Tassignano, Tofori, Toringo, Valgiano (312 m), Verciano und Vorno.

### Nachbargemeinden
Die angrenzenden Gemeinden sind Altopascio, Bientina (PI), Borgo a Mozzano, Buti (PI), Calci (PI), Lucca, Montecarlo, Pescia (PT), Porcari, San Giuliano Terme (PI) und Villa Basilica.

## Geschichte
Die ursprüngliche Siedlungsstruktur der Gemeinde entstand nicht aus einzelnen Dörfern, sondern aus Corti (Höfe), die aus den Wohn- und Wirtschaftsgebäuden mehrerer Familien bestanden und von Gärten und Feldern umgeben waren. Heute sind viele der ehemals freien Flächen durch Einzelhäuser aufgefüllt.
Erstmals erwähnt wurde der heutige Hauptort Capannori im Jahr 745. 1913 verkleinerte sich das Gemeindegebiet, als Porcari eigenständige Gemeinde wurde. Auch Badia di Pozzeveri mit der Abtei San Pietro gehörte lange Zeit zu Capannori, ist aber heute Ortsteil von Altopascio.

## Sehenswürdigkeiten

### Kirchen

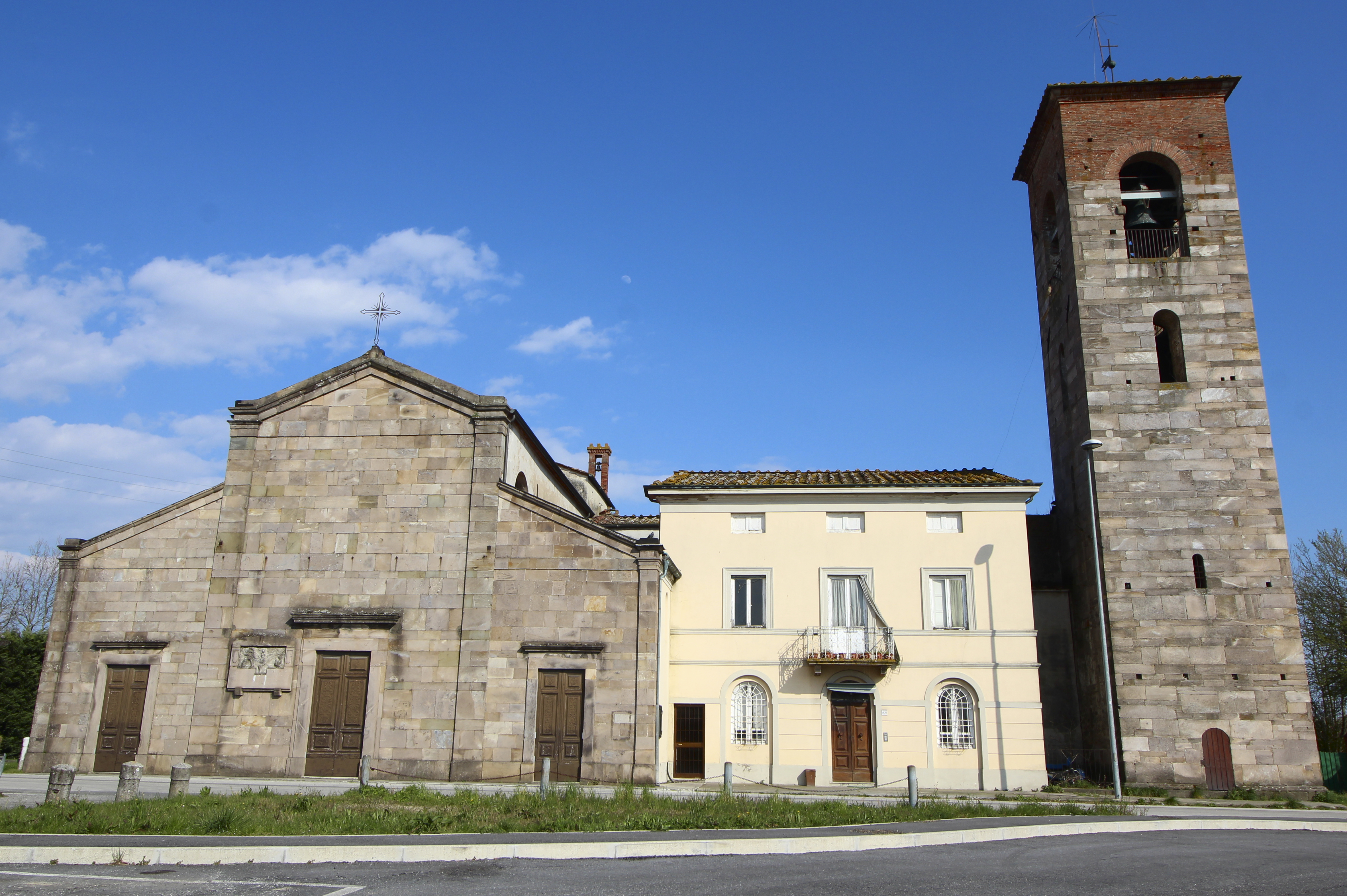
Die Kirche Santi Donato e Biagio in Caraia

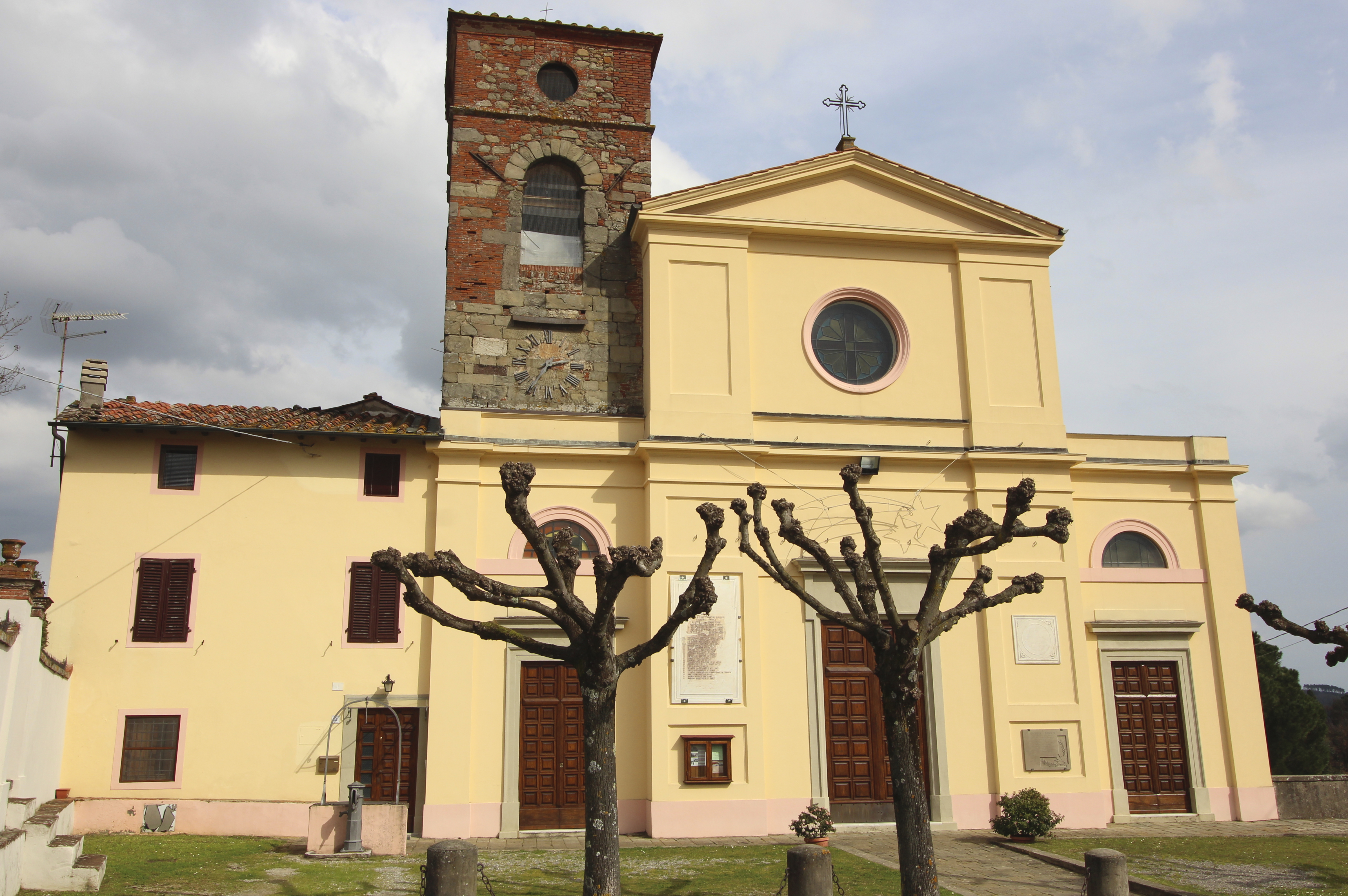
Die Kirche Santa Maria Assunta in Gragnano

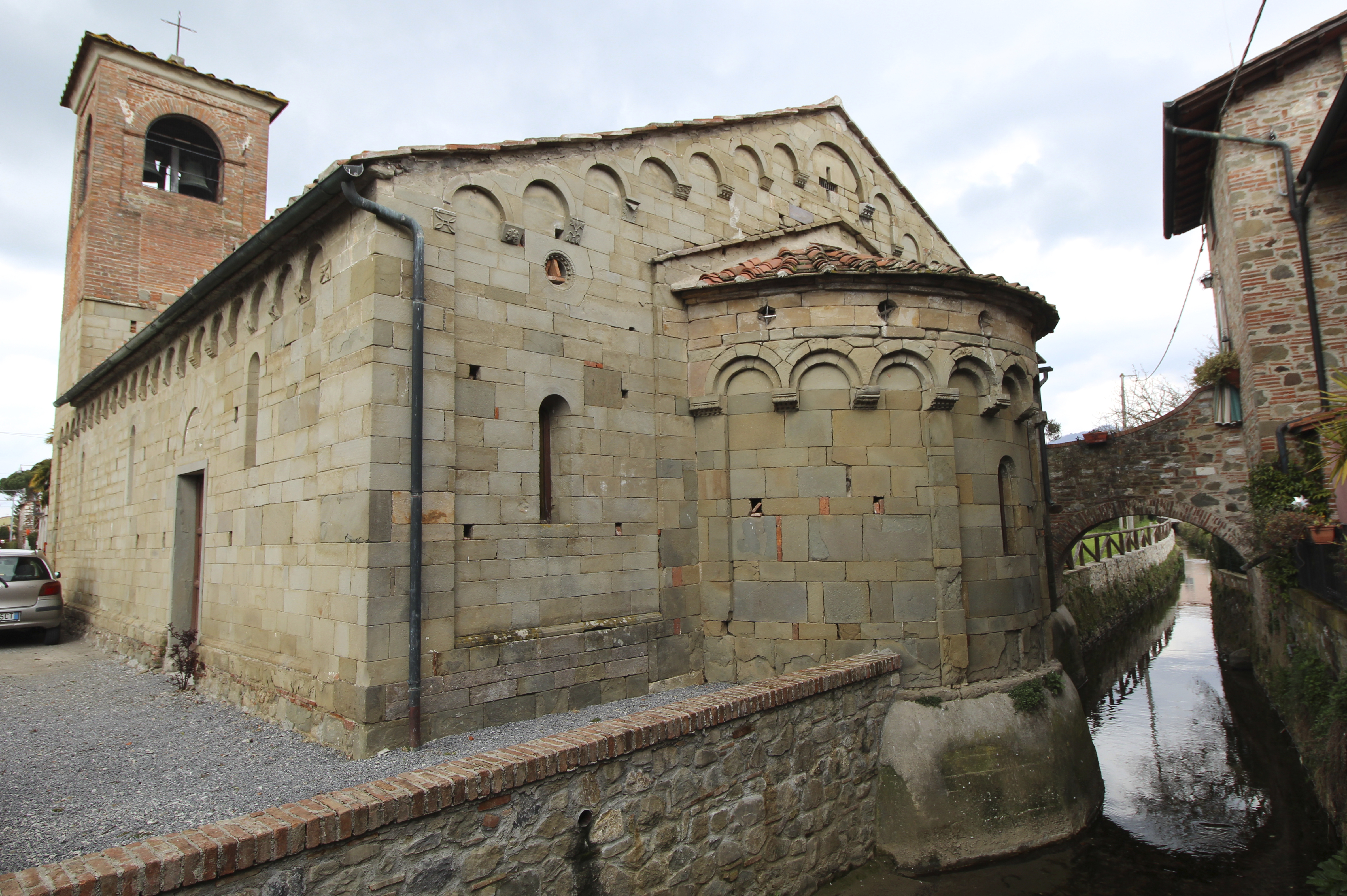
Die Kirche San Cristoforo in Lammari

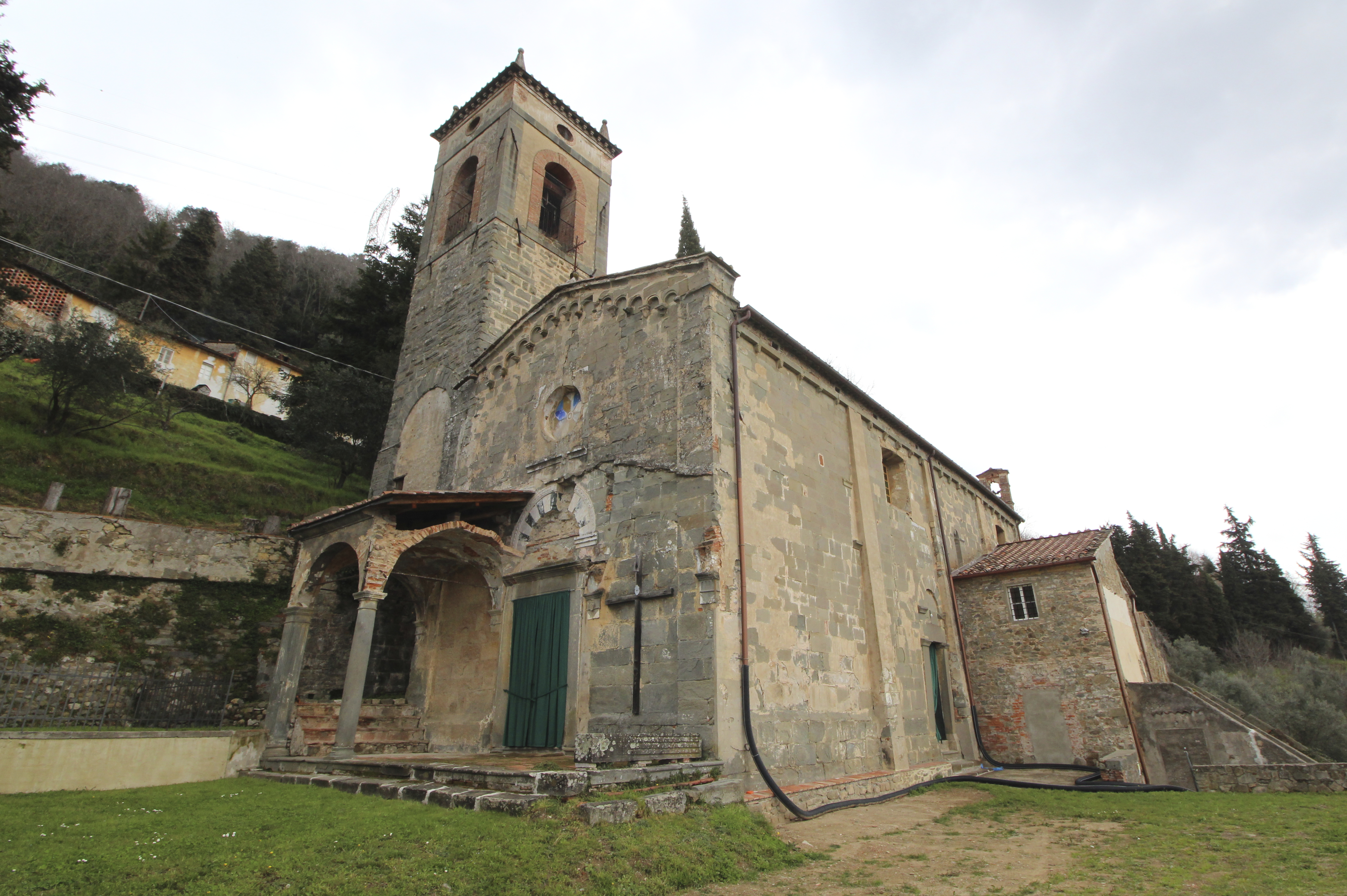
Die Kirche San Pietro in Marcigliano

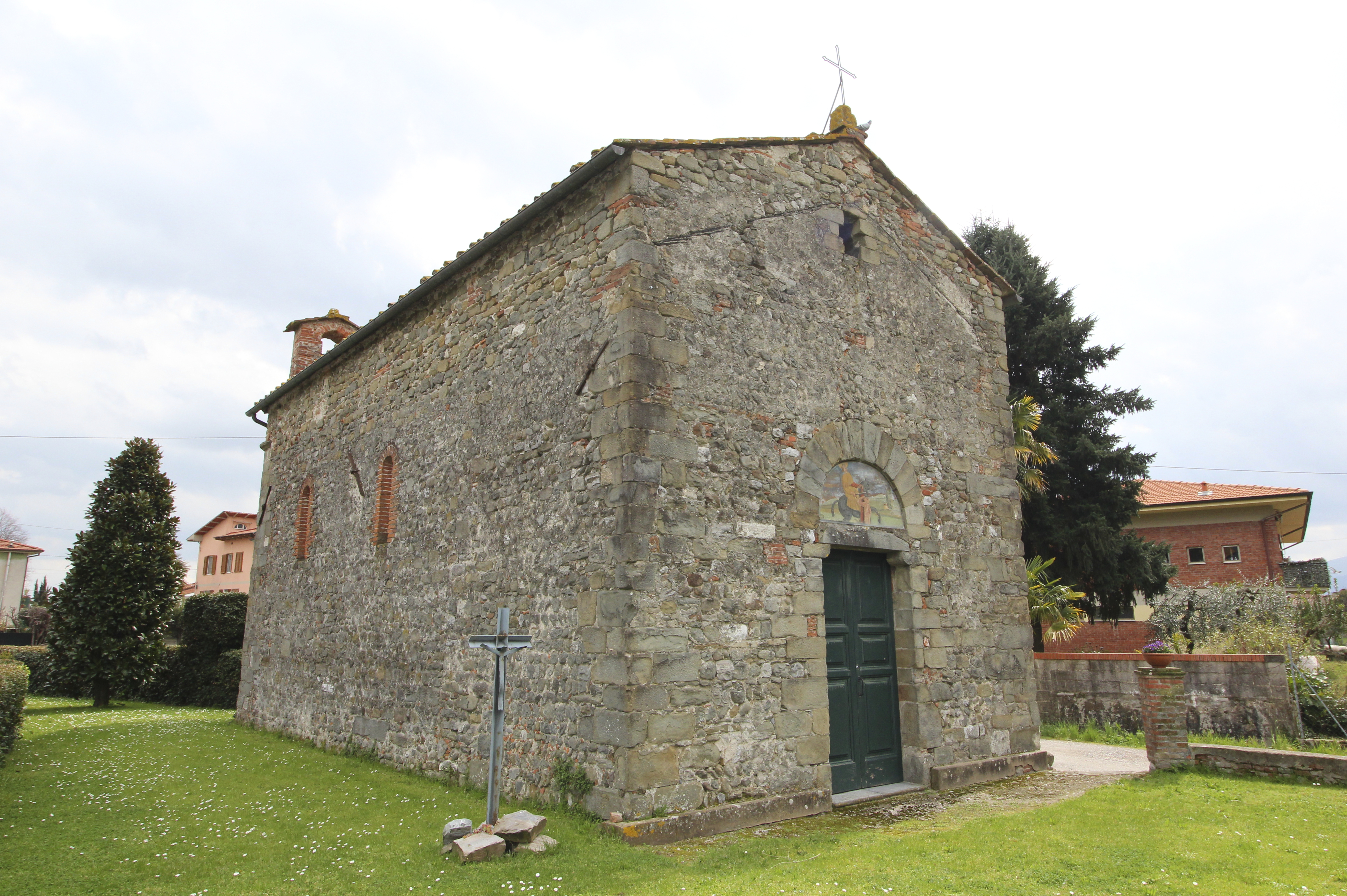
Die Kirche San Martino in Ducentola bei Marlia

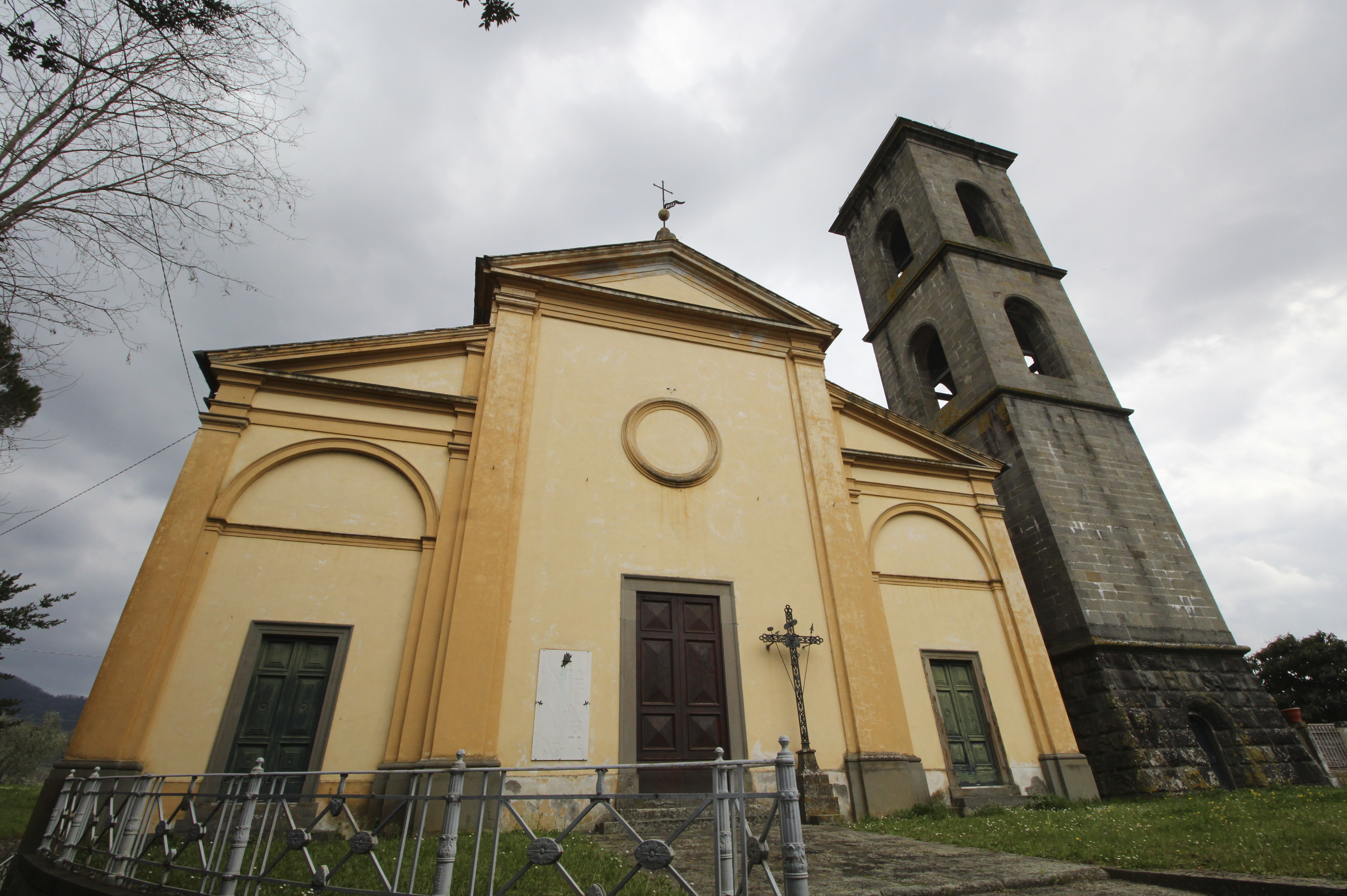
Die Kirche San Colombano di Segromigno in San Colombano

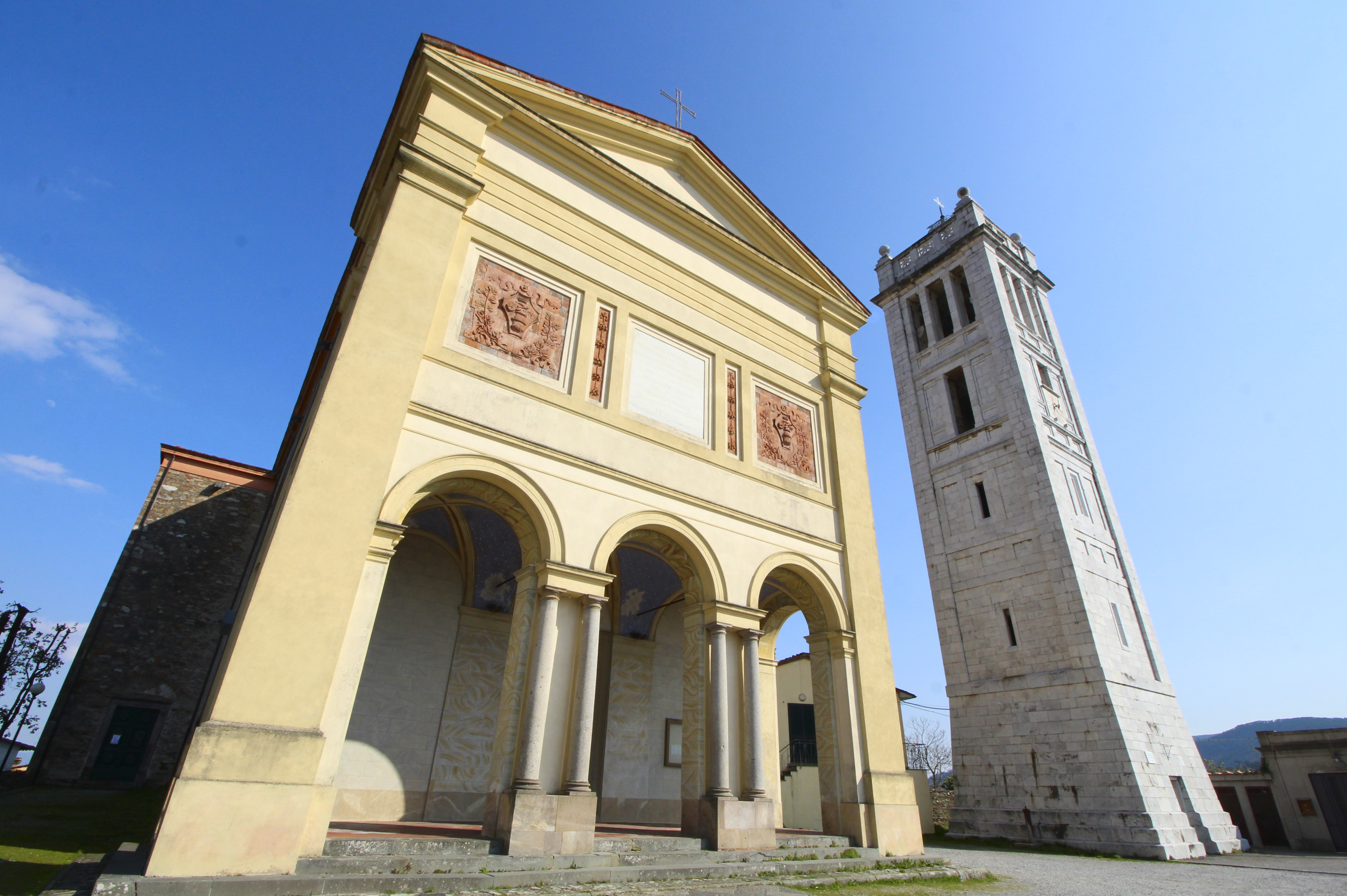
Die Kirche San Ginese in San Ginese di Compito

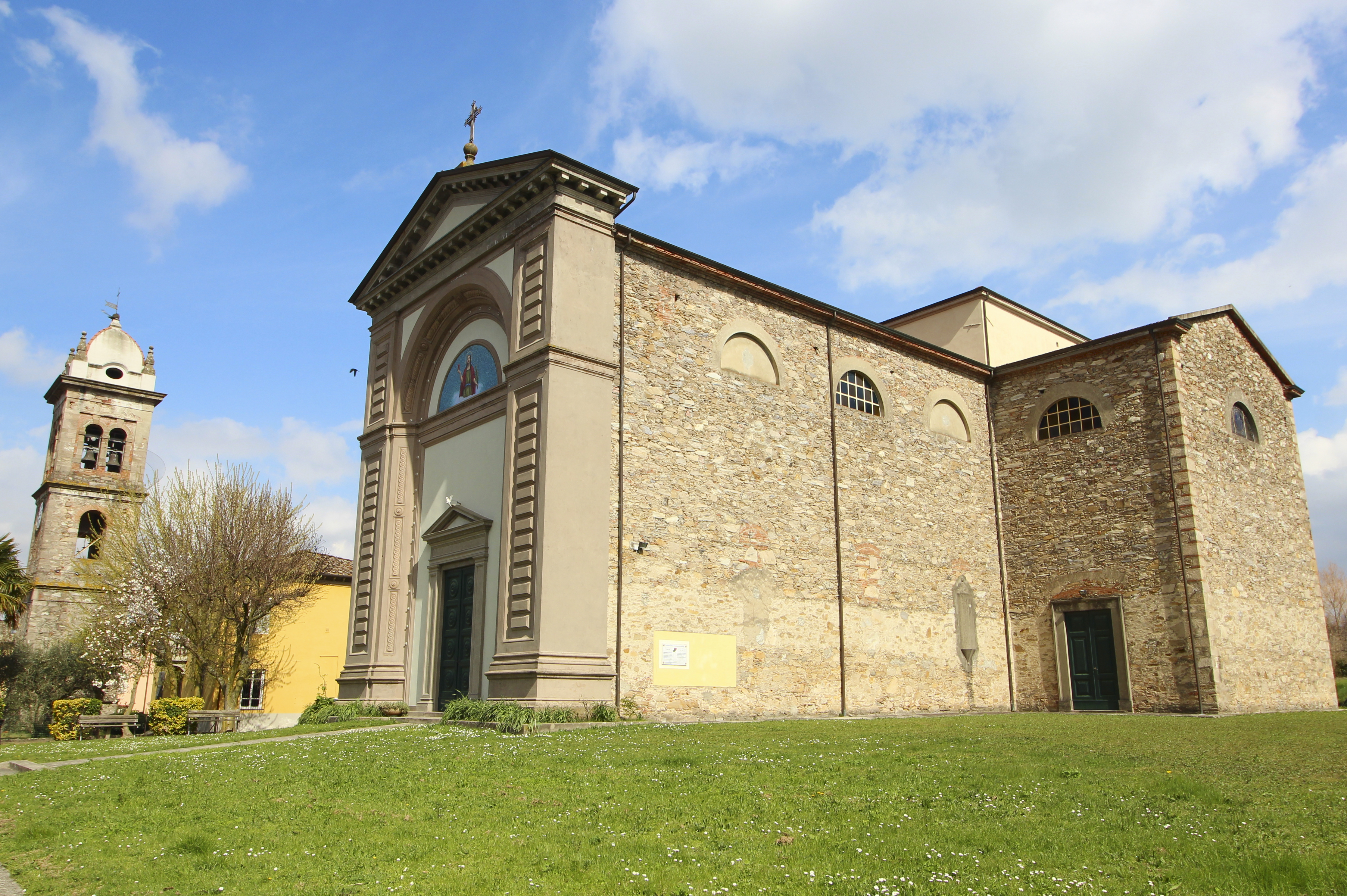
Die neuere Kirche San Leonardo in San Leonardo in Treponzio, im Hintergrund der Campanile der älteren Kirche.

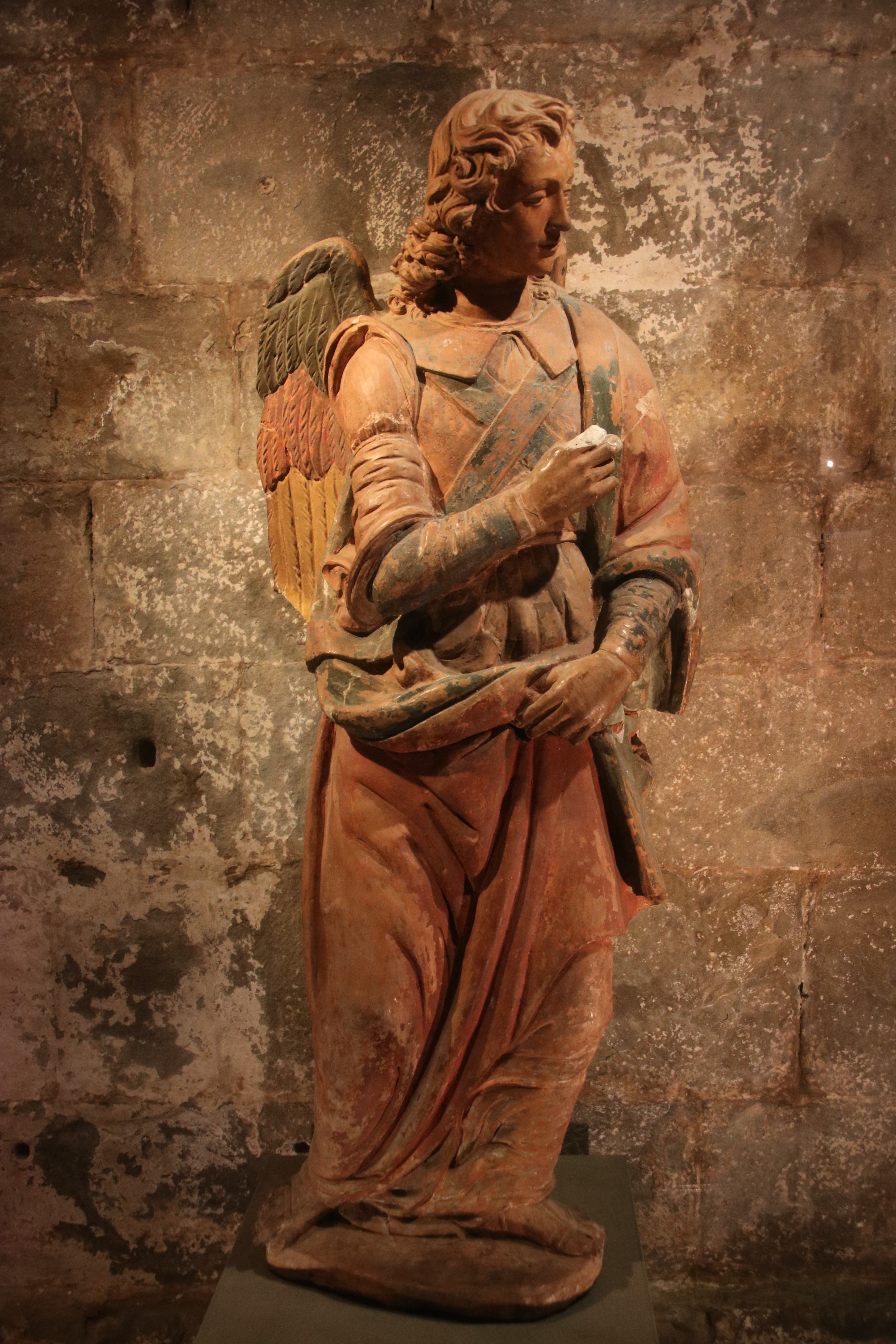
Die Terrakottafigur eines Engels in der Pfarrkirche von San Gennaro wird Leonardo da Vinci zugeschrieben.

- Santi Quirico e Giulitta, Kirche im Hauptort Capannori. Wurde 786 erwähnt und von 1642 bis 1897 verändert. Enthält Werke von Michele Marcucci die Werke Sacro Cuore (1899) und Anime del Purgatorio (1901) sowie von Nicolao Landucci das Gemälde Madonna del Rosario (1857 entstanden).[6]
- San Rocco, Kirche im Hauptort Capannori. Entstand im Jahr 1576.[7]
- San Michele, Kirche in Camigliano Santa Gemma, die im 12. Jahrhundert über einer älteren aus dem 11. Jahrhundert errichtet wurde. Die Kapelle der Santa Gemma Galgani stammt aus dem 17. Jahrhundert.[8]
- San Bartolomeo, Kirche in Badia di Cantignano. Das Kloster entstand um das 7./8. Jahrhundert, die Fassade wurde im 18. Jahrhundert erneuert. Enthält Werke von Agostino Marti (Madonna in trono e i Santi Bartolomeo e Martino, 1516).[6]
- Santi Donato e Biagio, Kirche in Carraia, die aus einer älteren Kirche im 17. Jahrhundert entstand. Der Campanile trägt das Datum 1637.[9]
- Sant’Andrea, Kirche im historischen Ortskern von Castelvecchio di Compito, die 1260 dokumentiert wurde. Wurde von 1791 bis 1794 erneuert und erweitert. Der Campanile entstand 1830.[10]
- San Giuseppe, Kirche im tiefergelegenen Teil von Castelvecchio di Compito, die 1948 entstand.[11]
- Santa Maria Assunta, Kirche in Colle di Compito.
- Santa Maria della Consolazione, Kirche in Colle di Compito.
- San Michele, Kirche in Colognora di Compito, die 1465 dokumentiert und 1685 neu errichtet wurde. Das heutige Erscheinungsbild entstand zwischen 1865 und 1872, der Campanile 1880.[12]
- Santa Lucia, Kirche in Coselli, die im 18. Jahrhundert entstand.[13]
- Santa Maria Assunta, Kirche in Gragnano. Entstand von 1858 bis 1860 aus einer kleineren Kirche von 1780.[14]
- Santuario della Madonna del Belvedere, Sanktuarium in Gragnano, das im frühen 17. Jahrhundert entstand.[15] Entstand der Legende nach für die Statue Madonna col Bambino, die sich in der 1208 zerstörten Burg Castello di Gragnano befand.[16]
- San Michele, Kirche in Guamo, 1023 erwähnt. Der Campanile stammt aus dem Jahr 1789 und am Ende des 19. Jahrhunderts wurde die Kirche vergrößert.[17]
- San Quirico in Casale, Kirche in Guamo, 1023 erwähnt.[18]
- San Cristoforo, Kirche in Lammari, die 812 dokumentiert wurde.[19]
- San Jacopo, Kirche in Lammari, die 904 dokumentiert und im 12. Jahrhundert erweitert wurde. Der Campanile wurde 1308 errichtet, eine weitere Vergrößerung der Kirche fand 1456 statt.[20]
- Madonna della Tosse, auch Chiesa di Ponte alla Posta genannt, Kirche bei Lammari.[21]
- San Frediano, Kirche in Lunata, die 769 dokumentiert wurde. Wurde von 1176 bis 1187 neu errichtet als Santa Cristina und erhielt den ursprünglichen Namen erst später zurück. Der Campanile entstand in der zweiten Hälfte des 13. Jahrhunderts.[22]
- Santuario della Madonnina, 1663 nahe Lunata entstanden.[23] Gehört seit 1940 zu der Ordensgemeinschaft der Unbeschuhten Karmeliten[24]
- San Pietro, Kirchenruine in Marcigliano, die erstmals 1260 dokumentiert wurde. Die Kunstwerke der Kirche befinden sich heute im Museum Museo di Villa Guinigi in Lucca, darunter Werke von Paolo Biancucci (Crocefisso e i Santi, 17. Jahrhundert) und Ezechia da Vezzano (auch Zacchia il Vecchio genannt, Tafelgemälde Madonna tra San Pietro e Sant’Andrea, 1548 entstanden).[25]
- San Donnino, Kirche in Marlia, die am 17. Juli 960 dokumentiert wurde.[26]
- Santa Maria Assunta e San Giovanni Evangelista, Kirche in Marlia, die erstmals 918 dokumentiert wurde. Das heute Erscheinungsbild entstand von 1832 bis 1844.[27]
- San Michele in Ducentola, Kirche in Marlia, die 893 erwähnt wurde.[6]
- San Prospero e Santa Caterina, Kirche bei Marlia, die 1083 als San Prospero erwähnt wurde und 1832 in der heutigen Form neu errichtet wurde.[28]
- San Giusto alla Caipira, Kirche bei Marlia, die 987 dokumentiert wurde. Fassade und Apsis stammen aus dem 12. Jahrhundert.[29]
- San Lorenzo, Kirche im Massa Macinaia, die im 9. Jahrhundert erwähnt wurde und am 28. September 918 als dem Abt von Sesto unterstellt dokumentiert wurde. 1764, 1828 und 1891 wurde die Kirche vergrößert.[30]
- San Michele, Kirche in Matraia, die zwischen dem 11. und dem 13. Jahrhundert entstand.[31]
- Santa Maria Assunta, Kirche in Paganico, die 1055 erwähnt wurde und von 1897 bis 1899 vergrößert wurde.[32]
- San Martino a Palaiola, 1260 erwähnte Kirche.[33]
- San Giorgio, Kirche in Parezzana, die 1857 über einer Kirche aus dem 13. Jahrhundert entstand. Der Campanile wurde 1795 errichtet. Die Fassade enthält das Mosaik San Giorgio che trafigge il drago.[34]
- San Pietro, Kirche in Petrognano, die seit dem 15. Jahrhundert als Pfarrkirche dient.[35]
- San Giovanni Battista, Kirche in Pieve di Compito, die in der heutigen Form seit 1729 besteht.[36]
- San Paolo, Kirche in Pieve San Paolo, die 779 als S. Pauli de Gurgite plebe battesimali erwähnt wurde.[37]
- San Bartolomeo, Kirche in Ruota. Entstand im 11. Jahrhundert und enthält von Vincenzo Frediani das Werk Madonna in trono fra i Santi Bartolomeo, Giovanni Evangelista, Maddalena e Apollonia (1488).[6]
- San Colombano di Segromigno, Kirche in San Colombano, die in den ersten Jahren des 17. Jahrhunderts über einem antiken Oratorium entstand und 1870 fertiggestellt wurde.[38]
- San Colombano, Kirche in San Colombano, die am 19. März 1955 geweiht wurde.[39]
- San Concordio di Rimortoli, Kirche in San Colombano, die 1122 errichtet wurde.[40]
- Sant’Antonio Abate, Kirche in San Colombano.[41]
- San Gennaro, Kirche in San Gennaro. Hier befindet sich eine Terrakottafigur des Erzengel Gabriel, die Leonardo da Vinci zugeschrieben wird.[5]
- San Ginese, Kirche in San Ginese. Ersetzte 1859 die ältere Kirche romanischen Ursprungs.[42]
- San Giusto, Kirche in San Giusto di Compito.[43]
- San Leonardo in Treponzio, Kirche in San Leonardo in Treponzio, die im 11. Jahrhundert entstand.[6]
- San Leonardo in Treponzio, Kirche in San Leonardo in Treponzio, 1849 entstanden.[44]
- Santa Margherita, Kirche in Santa Margherita, die 1297 über einer älteren Kirche errichtet wurde. Der Campanile stammt aus dem 14. Jahrhundert, der Portikus aus dem Jahr 1510.[45]
- San Martino, Kirche in San Martino in Colle, 11. Jahrhundert.[46]
- Sant’Andrea, Kirche in Sant’Andrea di Compito, 919 errichtete Kirche, die im 18. Jahrhundert stark verändert wurde.[47]
- Santa Lucia, Kirche in Sant’Andrea di Compito, die 1260 erwähnt wurde und zunächst unter dem Namen San Pietro al Forcone bekannt war.[48]
- San Rocco, Kapelle bei Sant’Andrea di Compito / Pieve di Compito, 1755 entstanden.[49]
- Sant’Andrea, Kirche in Sant’Andrea in Caprile, die 964 erstmals dokumentiert wurde.[50]
- San Lorenzo, Kirche in Segromigno in Monte, die 816 erwähnt wurde.[6]
- Santissima Vergine dei Dolori, Kirche in Segromigno in Piano, die 1865 entstand.[6]
- Santo Stefano, Kirche in Tassignano aus dem 11. Jahrhundert, die ihr heutiges Erscheinungsbild von 1812 bis 1836 erhielt.[51]
- San Pietro, Kirche in Toringo, die 1832 die ältere, 793 erwähnte Kirche, ersetzte.[52]
- Santa Maria Assunta, Kirche in Tofori, die 980 erstmals erwähnt und mehrfach verändert und vergrößert wurde. Das heutige Erscheinungsbild stammt aus dem 19. Jahrhundert.[53]
- San Frediano, Kirche in Valgiano, die 1900 entstand.[54]
- San Quirico in Petroio, Kirche bei Valgiano, die 847 als Ecclesia S. Quirici prope Sugrominio erwähnt wurde.[55]
- San Vincenzo, Kirche in Verciano, die 1121 erstmals dokumentiert wurde.[56]
- Santo Stefano, ehemalige Kirche in Verciano, im 12. Jahrhundert dokumentiert. Seit der Mitte des 19. Jahrhunderts nicht mehr als Kirche in Funktion.[57]
- San Pietro, Kirche in Vorno, die im 13. Jahrhundert neben der älteren Kirche aus dem 9. Jahrhundert entstand. Sie wurde 1385–1387 und 1793 erweitert, der Campanile wurde 1497 fertiggestellt. Der Portikus entstand zwischen 1558 und 1567.[58]

### Villen
Der höher gelegene nördliche Teil der Gemeinde war als Sommersitz der Luccheser Oberschicht beliebt. Dort finden sich mehrere bedeutende Villen.
- Villa Torrigiani im Ortsteil Camigliano.
- Villa Lazzareschi im Ortsteil Camigliano.
- Villa Mansi im Ortsteil Segromigno in Monte.
- Villa Orsi im Ortsteil Pieve di Compito.
- Villa Reale im Ortsteil Marlia.

Villen in Capannori
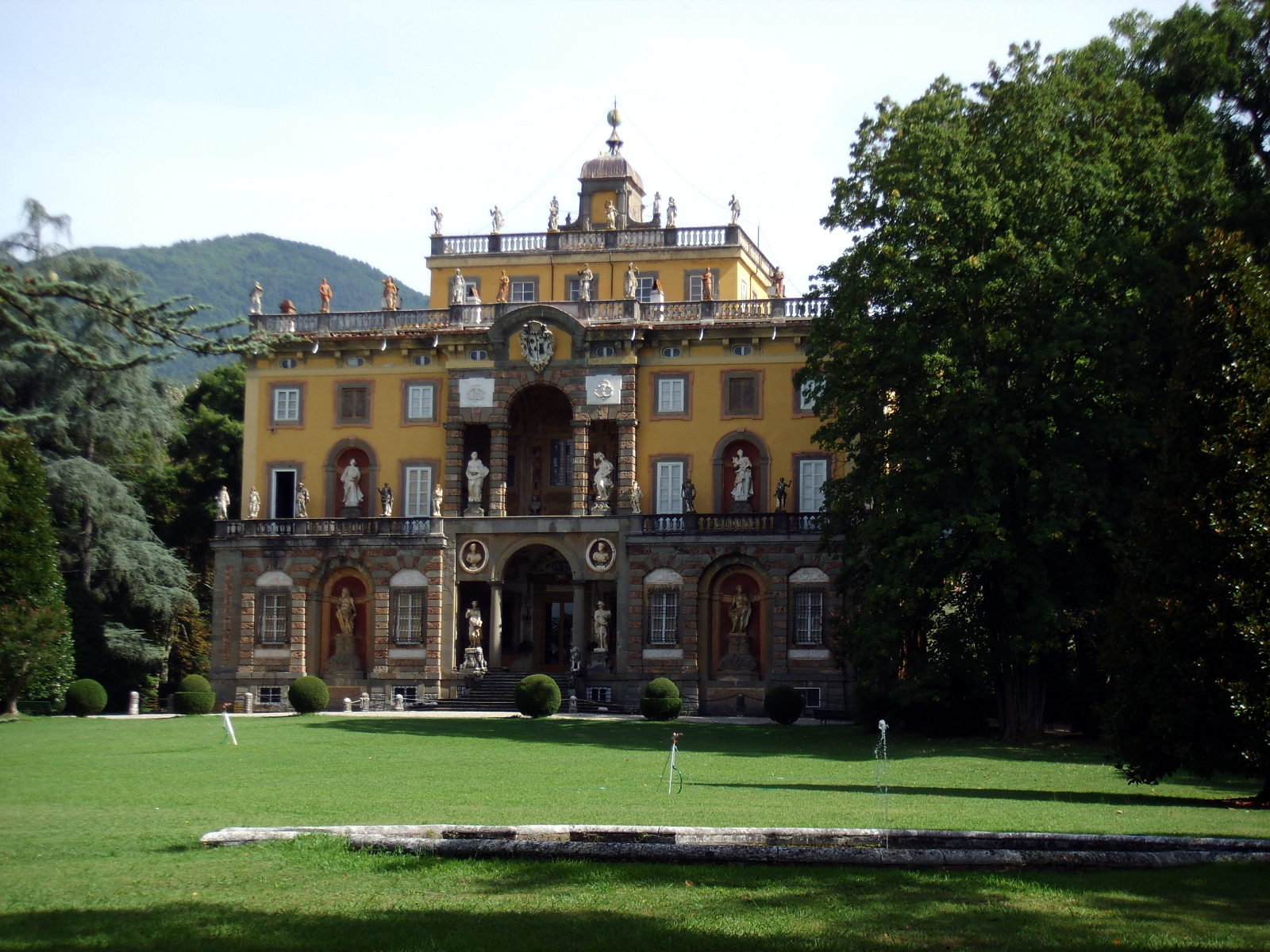
Villa Torrigiani
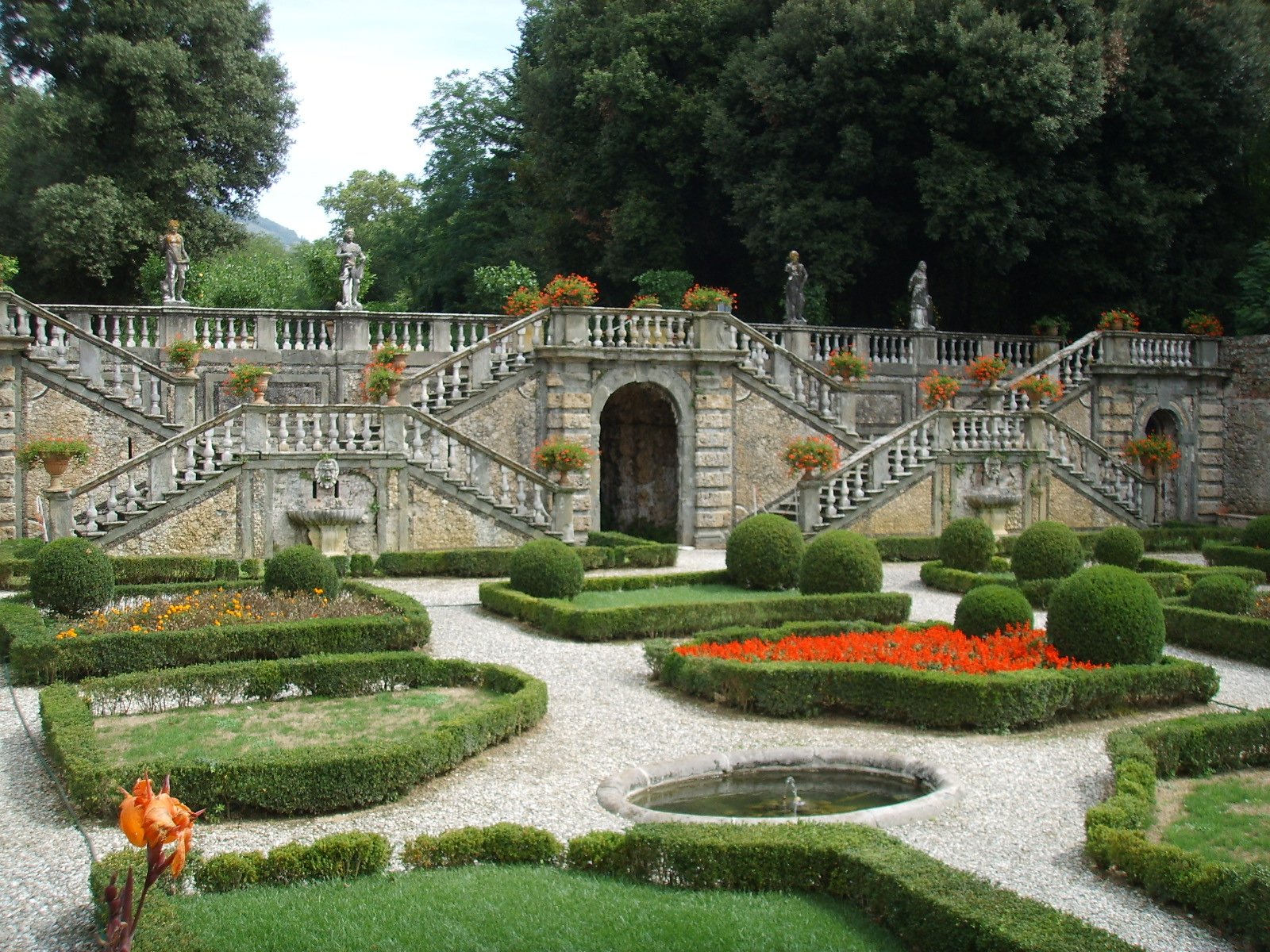
Villa Torrigiani
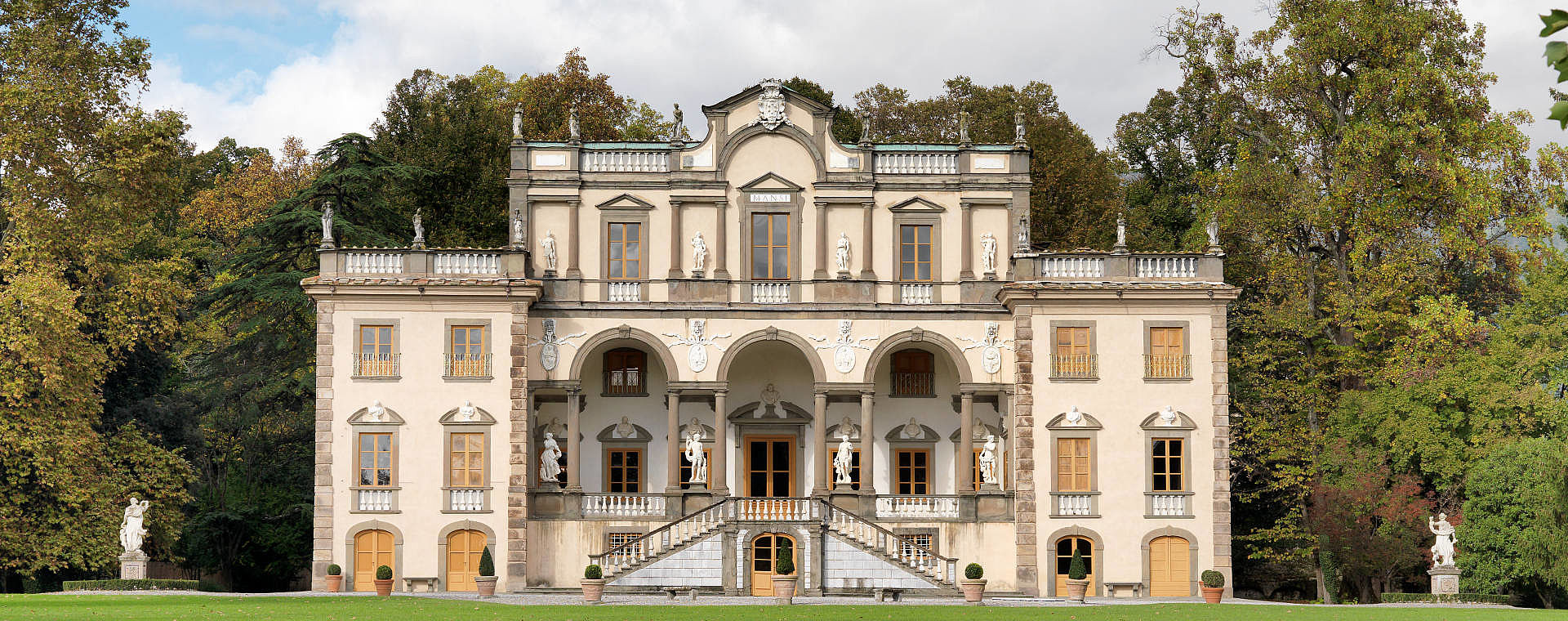
Villa Mansi
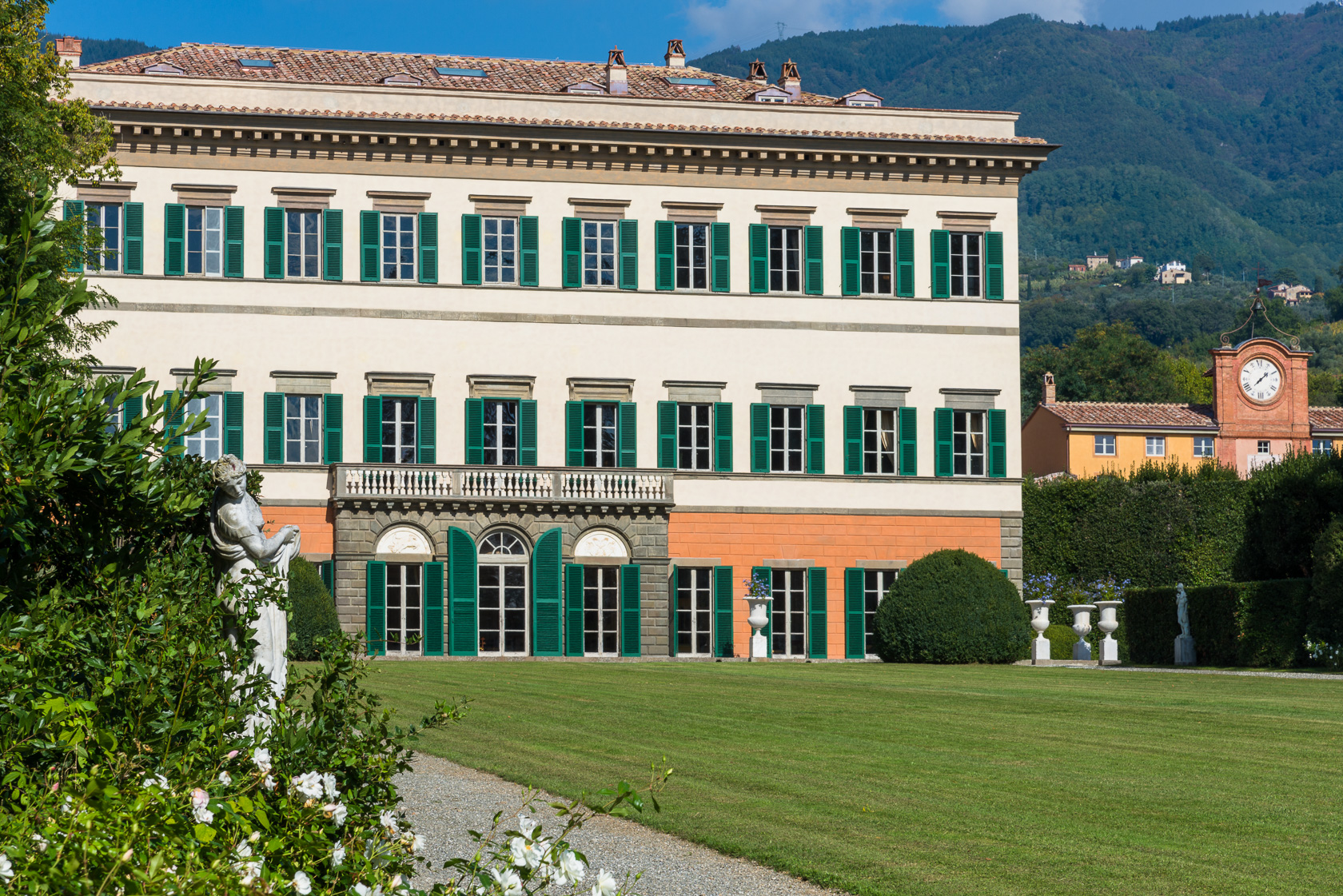
Villa Reale
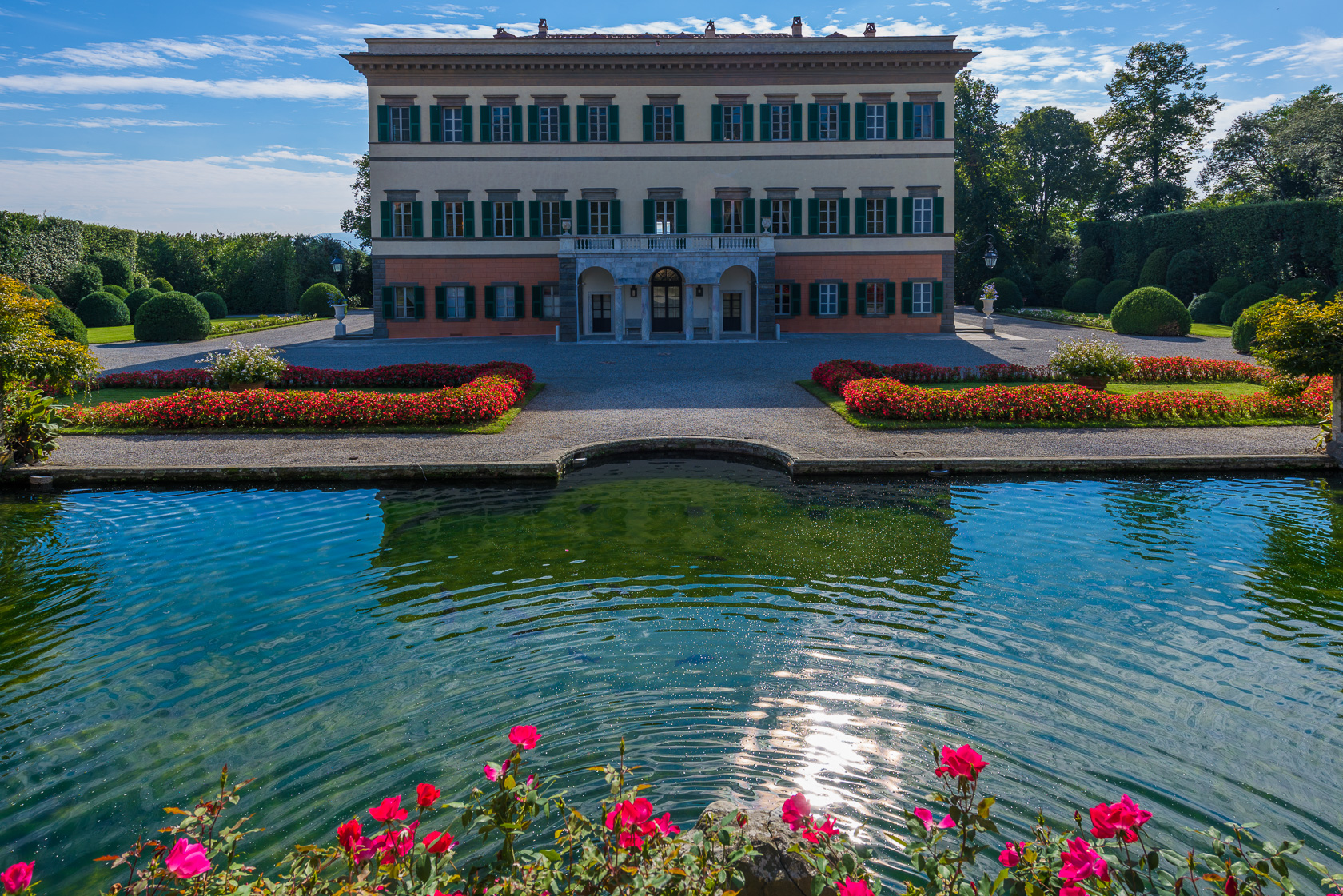
Villa Reale

### Weitere Bauwerke

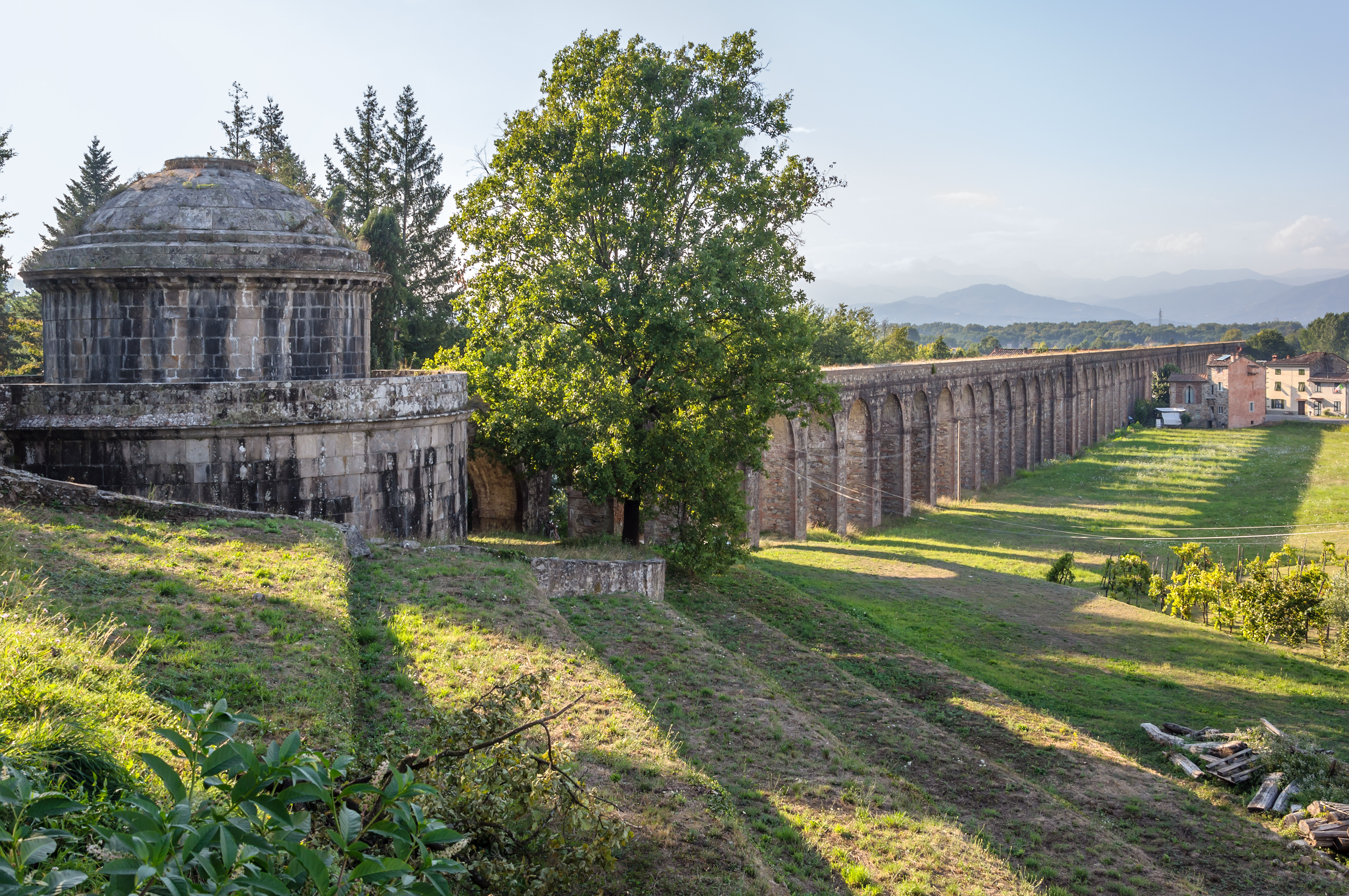
Tempietto di Guamo

- Acquedotto Nottolini, Aquädukt von Lorenzo Nottolini (1787–1851), das vom Tempietto di Guamo im Ortsteil Guamo ausgeht und das Wasser zum Tempietto di San Concordio, kurz vor der Altstadt von Lucca gelegen, bringt. Die Arbeiten begannen 1823 und wurden 1851 fertiggestellt. Das Aquädukt hat 459 Bögen. Der Wasserweg ist heute nicht mehr in Funktion, er wird durch die Autostrada A11 unterbrochen.[59]

## Verkehr

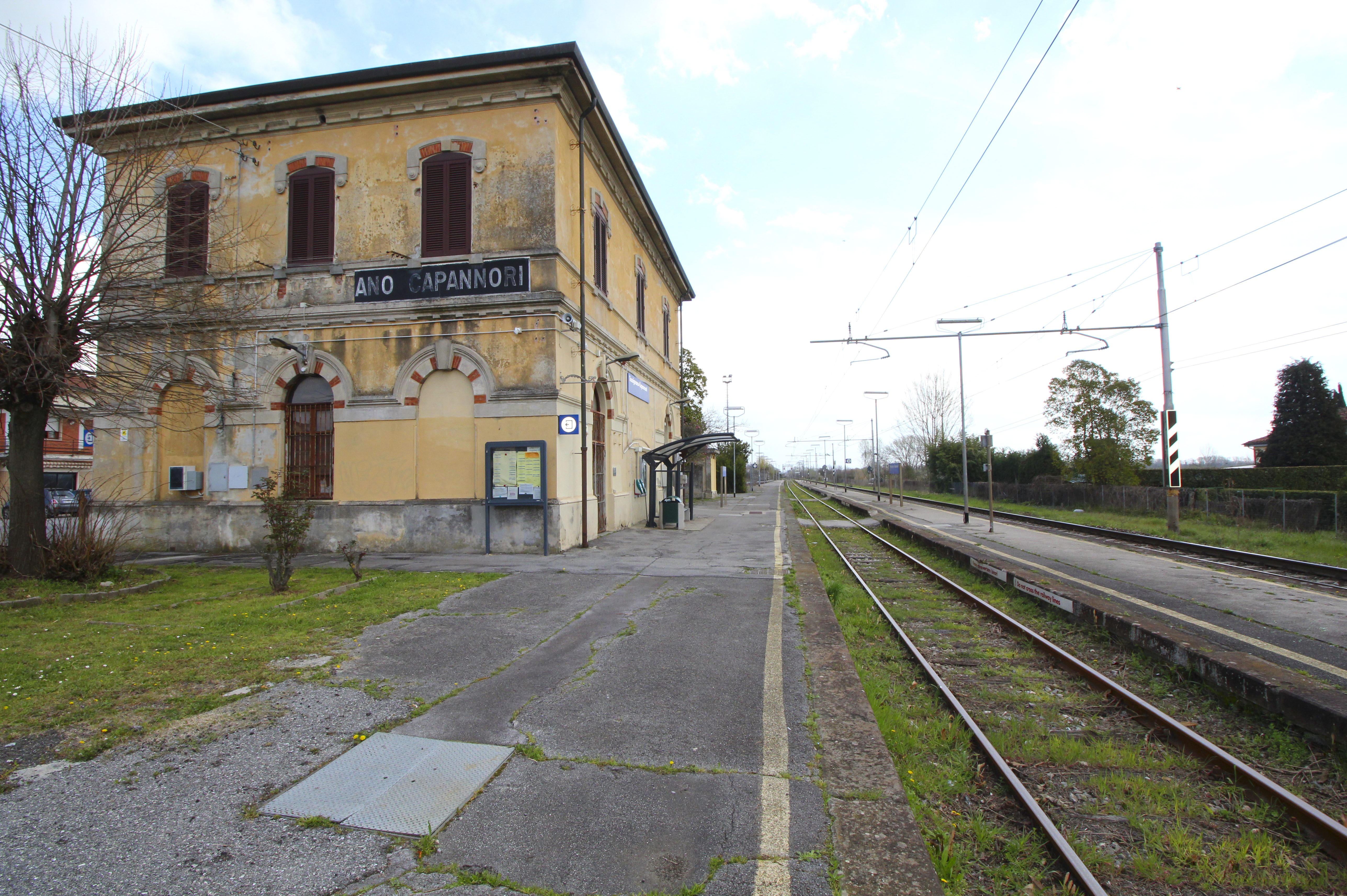
Der Bahnhof Tassignano-Capannori

- Die Gemeinde besitzt die Anschlussstelle Capannori an der Autostrada A11, die von Florenz nach Pisa Nord führt.
- Der Bahnhof Tassignano-Capannori liegt an der Bahnstrecke Viareggio-Florenz. Er befindet sich im Ortsteil Tassignano.
- Der Flughafen Aeroporto di Lucca-Tassignano befindet sich im Gemeindegebiet von Capannori (Ortsteil Tassignano).
- Capannori liegt an der Via Francigena.

## Umwelt
In Folge des Protests gegen den Bau einer Müllverbrennungsanlage führte Capannori ein Von-Tür-zu-Tür-Hausmüllsammelsystem im gesamten Gemeindegebiet ein. 2007 war es die erste Gemeinde Europas, die der internationalen Zero-Waste-Bewegung beigetreten ist.

## Partnerschaften
Seit 1993 besteht eine Partnerschaft zwischen der saarländischen Gemeinde Losheim am See und Capannori. Mit der französischen Gemeinden La Gaude besteht seit 2002 eine Partnerschaft. Freundschaftliche Beziehungen bestehen mit Penzberg (Deutschland) und  Lenti (Ungarn). Mit der sächsischen Stadt Pirna (Deutschland) besteht seit 2016 eine Partnerschaft.

## Söhne und Töchter der Gemeinde
- Carlo Piaggia (1827–1882), Afrikareisender, geboren in Badia di Cantignano
- Gemma Galgani (1878–1903), Heilige der katholischen Kirche, Mystikerin
- Alfredo Pacini (1888–1967), Kardinal und Diplomat des Heiligen Stuhls
- Michele Cecchini (1920–1989), Erzbischof und Diplomat des Heiligen Stuhls
- Albano Pera (* 1950), Sportschütze
- Mario Cipollini (* 1967), Radrennfahrer